# Multilateralism
Multilateralism är ett begrepp inom internationella relationer som innebär att flera länder samarbetar inom ett givet område. FN är ett exempel på multilateralism. 